# ローランド JP-8000
ローランド JP-8000は、1996年に発売されたローランドのアナログモデリングシンセサイザー。

## 概要
JP-8000は、1997年初期に発売された第一世代のバーチャルアナログシンセサイザー（VAシンセサイザー）である。
JP-8000の発売と同時期にはClavia Nord Lead （1995年）やKORG Prohecy（1995年）、Access Virus（1997年）、ヤマハ AN1x（1997）といったバーチャルアナログシンセサイザーが登場している。これらシンセサイザーはそれぞれ機能やサウンド、アーキテクチャが異なっているものの、クラシックなアナログシンセのユニークなサウンドや機能を再構築するために活用された。
JP-8000は発売当時、1981年に発売された ローランド Jupiter-8から続くクラシックなシンセサイザーを現代のデジタル技術で復活させたものだと見られていた。実際、プログラミングインターフェイスや音声合成オプション、全体的なサウンドトーンはJupiter-6によく似ている。
JP-8000では旧来のアナログシンセサイザーが持つ温かみや鋭いパワーをデジタルで再現することを目指していた。バーチャルアナログシンセサイザー初期の製品ということもあってアナログの温かみには多少欠けていた一方で、モーションコントロールや短いシーケンスフレーズをキーに割り当てるRPS（リアルタイムフレーズシーケンス）といったさまざまな新機能が追加されている。さらに、ユニークなSupersawオシレーターやアルペジエータ、割り当て可能なタッチ式リボンコントローラといったアナログ風のコントローラも特徴的である。
JP-8000は、当時の他のアナログモデリングシンセサイザーとは異なるいくつかの機能を備えていた。特筆すべきは、ローランド独自のオシレータである「Feedback」および「Supersaw」と、パッチパラメータを編集するためにロータリーエンコーダ（ノブ）ではなくスライダーを採用した点である。特にSupersawはトランスなどのダンスミュージック分野においてJP-8000がAccess Virusとともに広く使われ成功する要因となった。ローランド TB-303がアシッドハウスやアシッドテクノといったジャンルの代表的な機材になったのと同様、JP-8000のサウンドは、楽曲のフックやメロディ全体でSupersawによるメロディックでパワフルなリードを用いる「アンセムトランス」と呼ばれるトランスミュージックの一ジャンルを形作るものとなった。なお、JP-8000のサウンドプロセッサーは16ビットである。
1998年には、JP-8000の6U・19インチラックマウント版となるJP-8080が発売された。JP-8080ではJP-8000のアナログモデリングエンジンに加えて、内蔵ボコーダーなどの新たな機能が追加されている。パッチおよびパフォーマンス数は3倍となり、Osc2ではノイズ波形が利用可能となった。ほとんどのパッチはJP-8000とJP-8080で互換性があるが、一部JP-8080に特化したパッチも存在する。さらにJP-8080ではディストーションエフェクトも利用できる。

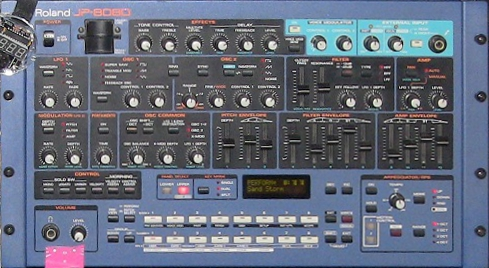
ローランド JP-8080

## Supersaw
Supersawはローランドが独自に開発した波形であり、JP-8000やJP-8080に代表される同社製シンセサイザーに搭載されている。Supersawは、1つのオシレーターで複数の鋸波オシレータを再現するというアイデアに基づいている。この波形は、それぞれ微妙に周波数が異なる鋸波7つを合成したものに相当する。
JP-8000の生産終了以降、いくつかの企業がSupersawのようなオシレータアルゴリズムをハードウェアおよびソフトウェアシンセサイザーに搭載している。JP-8000のアーキテクチャや複数重ねられた鋸波にインスパイアされたソフトウェアシンセサイザーの一例としてはSUPERWAVE P8がある。また、JP-8000風のインターフェイスと2・4・6・10個のオシレータを使ったSupersaw波形のバリエーションを備えたSupersaw Plusというソフトウェアシンセサイザーもある。
Access Musicは2005年、TIシリーズとしてSupersawオシレータに似たHypersawというオシレータを備えたシンセサイザーを発売した。ローランド自身も、SH-201やSH-01、V-Synth、V-Synth XTといったSupersawオシレータを搭載するシンセサイザーの製造を続けている。
Supersawはエレクトリックダンスミュージック、特にハードコア、ハードスタイル、アンセムトランスといった分野で広く使われ続けている。特によりハードなダンスミュージックが音楽チャートを席巻し始めた2006年以降Supersaw波形は再び人気を集めるようになり、多くのメインストリームポピュラー音楽で使われている。

### 注記
1. ↑  “An Analysis of Roland’s Super Saw Oscillator and its Relation to Pads within Trance Music” (2013年5月13日). 2018年3月13日閲覧。
2. ↑  “How to Emulate the Super Saw” (2010年). 2018年3月13日閲覧。